# シャトーブレール
シャトーブレール（Chateaubelair）はセントビンセント・グレナディーン、セント・デイヴィッド教区の町。セントビンセント島の西部、リーワード（風下）海岸沿いの漁村である。省略したシャトー（Chateau）とも呼ばれる。人口は3,083人（2015年）。
熱帯雨林や先住民族のカリブ族が作ったとされる彫刻が残る。島の北西部は通り抜け不可であることから、現状リーワード・ハイウェイ（西海岸通り）の終点である。アクセスはあまり良くなく、首都キングスタウンからはカーブが連続するリーワード・ハイウェイを30キロメートル以上移動することになる。また町はキングスタウンに比べてあまり先進的ではないことから、魅力的ではあるものの観光地としての高い支持を得るまでには至っていない。
1790年代に起こったガリフナ（黒人と先住民族の混血）の反乱（第一次カリブ戦争とも）では、反乱軍を指揮するガリフナのジョセフ・シャトイヤーがシャトーブレールに立ち寄り、支持者と合流した。